# Александровське сільське поселення (Сладковський район)
Алекса́ндровське сільське поселення (рос. Александровское сельское поселение) — муніципальне утворення у складі Сладковського району Тюменської області, Росія.
Адміністративний центр — село Александровка.

## Історія
3 листопада 1923 року були утворені Алекандровська сільська рада, Красивська сільська рада, Михайловська сільська рада та Таволжанська сільська рада. 19 вересня 1937 року ліквідовано Михайловську та Таволжанську сільради. 5 жовтня 1961 року ліквідовано Красивську сільраду.
2004 року Александровська сільська рада перетворена в Александровське сільське поселення.

## Населення
Населення — 967 осіб (2020; 1003 у 2018, 1186 у 2010, 1522 у 2002).

## Склад
До складу поселення входять такі населені пункти:
| Населений пункт      | Населення, осіб (2002) | Населення, осіб (2010) |
| -------------------- | ---------------------- | ---------------------- |
| Александровка, село  | 828                    | 629                    |
| Красиве, присілок    | 285                    | 192                    |
| Михайловка, присілок | 221                    | 184                    |
| Таволжан, присілок   | 188                    | 181                    |